# Jean Ritchie
Jean Ritchie (Viper, 8 dicembre 1922 – Berea, 1º giugno 2015) è stata una cantautrice statunitense. Nota come "madre del folk", imparò da giovane innumerevoli canzoni popolari, molte delle quali erano varianti degli Appalachi di canzoni britanniche e irlandesi tradizionali, comprese ballate per bambini e, in età adulta, le condivise con un vasto pubblico oltre a scrivere alcune di sua creazione utilizzando basi tradizionali. Si è anche dedicata alla ricerca filologica della musica popolare negli Stati Uniti, in Gran Bretagna e Irlanda, al fine di ricercare le origini delle canzoni della sua famiglia e aiutare a preservare la musica tradizionale. Ha influenzato numerosi musicisti come Bob Dylan, Joan Baez, Shirley Collins, Joni Mitchell, Emmylou Harris e Judy Collins.

## Biografia

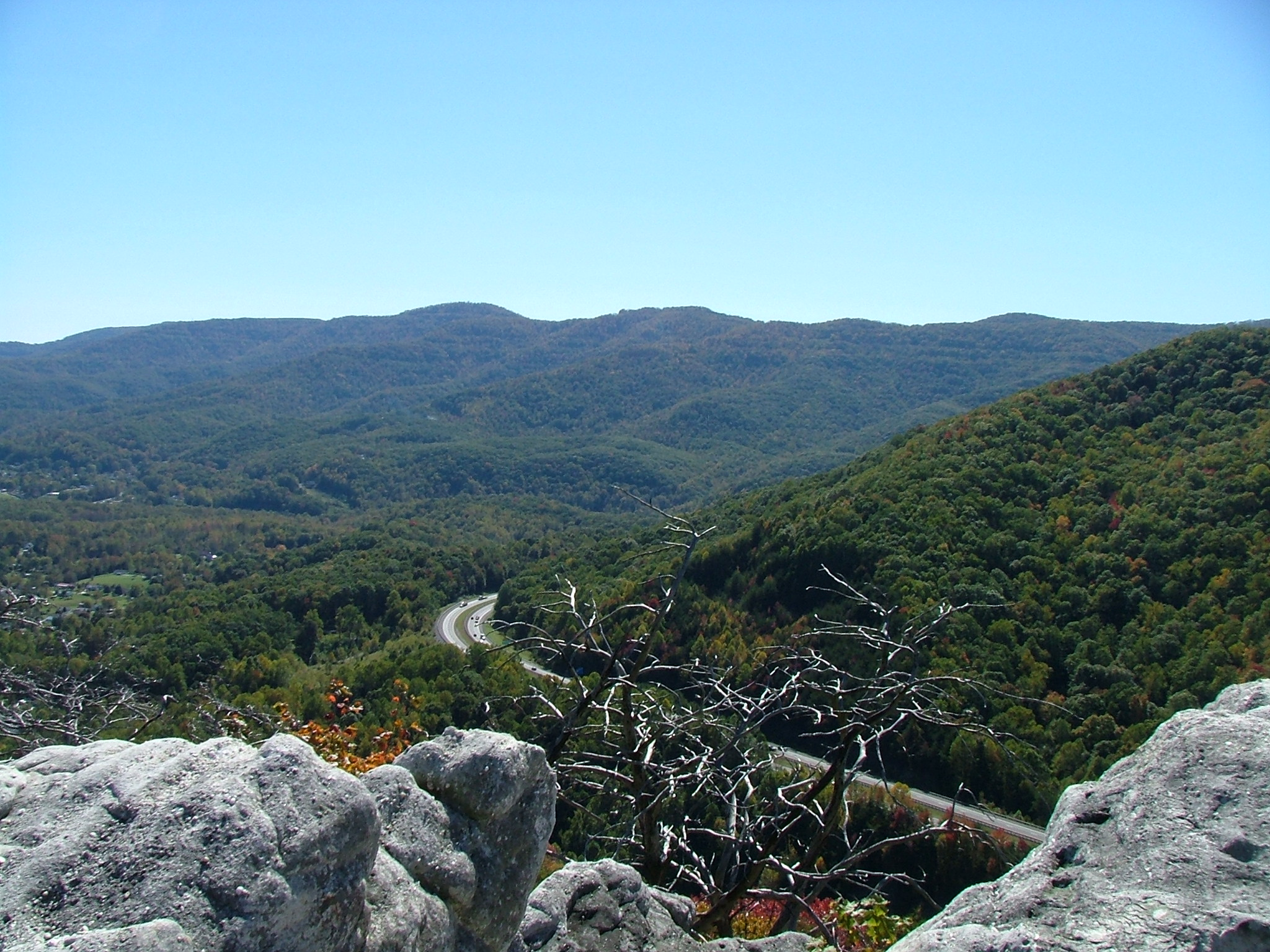
The Cumberland Mountains

I suoi genitori furono Abigail Hall (1877-1972) e Balis Wilmar Ritchie (1869-1958) di Viper, nel Kentucky, una comunità nella contea di Perry nelle montagne del Cumberland nel Kentucky sudorientale. I Ritchies della contea di Perry erano una delle due famiglie di cantastorie del Kentucky celebrate tra gli studiosi di canzoni popolari (l'altra era la famiglia Combs dell'adiacente contea di Knott, il cui repertorio costituì la base del primo lavoro accademico sulla diffusione delle ballate britanniche in America. Il padre di Jean aveva stampato un libro di vecchie canzoni intitolato Lovers' Melodies nel 1910 o nel 1911, che conteneva le canzoni più popolari a quel tempo.
Nel 1917 l'appassionato di musica folk Cecil Sharp raccolse canzoni delle sorelle maggiori di Jean, May (1896-1982) e Una (1900-1989), mentre sua sorella Edna (1910-1997) imparò anche le vecchie ballate, pubblicando molto più tardi il suo album di canzoni tradizionali con accompagnamento di dulcimer. Molti dei Ritchies frequentarono la Hindman Settlement School, una scuola pubblica dove gli studenti erano incoraggiati ad amare il proprio background culturale e dove Sharp trovò molte delle sue canzoni. È possibile che molte delle canzoni dei Ritchies siano state assorbite da vicini, parenti, amici, compagni di scuola e persino dai libri, oltre a essere state trasmesse attraverso la famiglia.
Era la più giovane di 14 fratelli e dormiva con altre nove sorelle in una stanza della fattoria della famiglia. La sua famiglia usava cantare per intrattenimento ma anche per accompagnare il loro lavoro manuale. Quando la famiglia si riuniva per cantare canzoni, sceglieva da un repertorio di oltre 300 canzoni tra cui inni, vecchie ballate e canzoni popolari di compositori come Stephen Foster che venivano per lo più apprese oralmente e cantate senza accompagnamento. I Ritchies cantavano armonie improvvisate per accompagnare alcune delle loro canzoni.

Ritchie si diplomò al liceo di Viper e si iscrisse al Cumberland Junior College a Williamsburg, Kentucky, e da lì si laureò nel 1946. Al college partecipò al Glee Club e al coro oltre a imparare il pianoforte. Durante la seconda guerra mondiale insegnò in una scuola elementare. Nel frattempo, nel 1946, mentre era ancora nel Kentucky, fu registrata mentre eseguiva canzoni tradizionali con le sue sorelle Edna, Kitty e Pauline da Emily Elizabeth Barnacle e da Artus Moser.

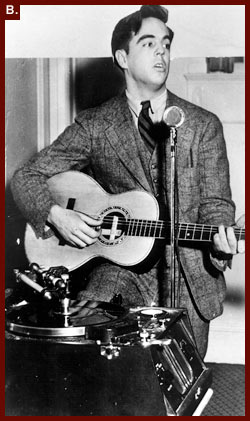
Alan Lomax

Dopo la laurea trovò lavoro come assistente sociale presso l'Henry Street Settlement di New York dove insegnò le canzoni e le tradizioni degli Appalachi ai bambini del posto. Ciò attirò l'attenzione di cantanti folk, studiosi e appassionati con sede a New York, e fece amicizia con Woody Guthrie, Oscar Brand, Pete Seeger e Alan Lomax. Per molti, Ritchie rappresentava la musicista tradizionale ideale grazie alla sua educazione rurale, al suo modo di suonare il dulcimer e al fatto che le sue canzoni provenivano dalla sua famiglia. Nel 1948 condivise il palco con The Weavers, Woody Guthrie e Betty Sanders allo Spring Fever Hootenanny. Nel 1949 fu ospite fissa del programma radiofonico Folksong Festival di Oscar Brand su WNYC.
Nel 1949 e nel 1950 registrò diverse ore di canzoni, racconti e storia orale per Lomax a New York City. Tutte queste registrazioni sono disponibili online per gentile concessione del Lomax Digital Archive. Fu registrata anche per la Library of Congress nel 1951.
Nel 1951, Ritchie divenne un cantante a tempo pieno, collezionista di canzoni popolari e cantautrice. Firmò un contratto con la Elektra Records e pubblicò nel 1952 il suo primo album, Singing the Traditional Songs of Her Kentucky Mountain Family che includeva versioni di canzoni come Gypsum Davy, The Cuckoo e The Little Devils.

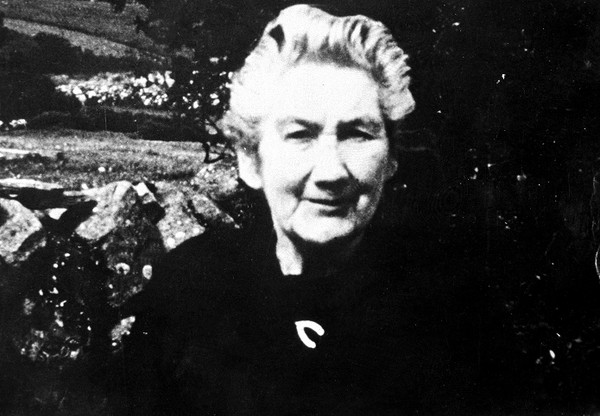
Elizabeth Cronin

Nel 1952 vinse una borsa di studio per tracciare i collegamenti tra le ballate americane e le canzoni inglesi, scozzesi e irlandesi. Iniziò annotando le 300 canzoni che già conosceva grazie a sua madre. Poi, con suo marito, George Pickow, trascorse 18 mesi registrando, intervistando e fotografando cantanti, tra cui Elizabeth Cronin, Tommy e Sarah Makem, Leo Rowsome, e Seamus Ennis in Irlanda, Jeannie Robertson e Jimmy MacBeath in Scozia e Harry Cox e Bob Roberts in Inghilterra. Quando le persone chiedevano che tipo di canzoni stavano cercando, Ritchie a volte chiedeva loro se conoscevano Barbara Allen e cantava alcuni versi per loro. Pubblicò alcune delle registrazioni britanniche e irlandesi sull'album Field Trip insieme alle versioni della famiglia Ritchie delle stesse canzoni; una selezione più ampia fu pubblicata da Folkways sui due LP Field Trip-England (1959) e As I Roved Out (Field Trip-Ireland) (1960). Alcune trascrizioni e fotografie furono successivamente pubblicate nel libro di Ritchie From Fair to Fair: Folksongs of the British Isles (1966).
Mentre era in Gran Bretagna, cantò ai concerti per la English Folk Dance and Song Society incluso il festival annuale della Royal Albert Hall e presentò diversi programmi radiofonici della BBC apparendo in Ballad Hunter presentata dal suo amico Alan Lomax.. In un'occasione, Maud Karpeles portò Ritchie e Pickow a visitare Ralph Vaughan Williams e sua moglie Ursula per i quali cantò Come All Ye Fair and Tender Ladies; Pickow li fotografò tutti e quattro insieme.
Nel 1955, Ritchie scrisse un libro sulla sua famiglia intitolato Singing Family of the Cumberlands. Il libro documentava il ruolo dei canti familiari nella vita di tutti i giorni, come ad esempio accompagnare le attività quotidiane nella fattoria e in casa, o essere cantati quando si riunivano sotto il portico la sera per “cantare la luna”. Singing Family of the Cumberlands è ampiamente considerato un classico americano e continua a essere utilizzato nelle scuole americane.
Oltre alle canzoni di lavoro e alle ballate, Ritchie conosceva gli inni della chiesa "Old Regular Baptist " che frequentava a Jeff, Kentucky. Le versioni familiari di Amazing Grace e dell'inno Brightest And Best furono pubblicate nell'album del 1959 Jean Ritchie Interviews Her Family, With Documentary Recordings. Ritchie diresse e cantò al primo Newport Folk Festival nel 1959.
La sua versione tradizionale di My Dear Companion (Roud 411) è apparsa nell'album Trio registrato da Linda Ronstadt, Dolly Parton ed Emmylou Harris . Judy Collins registrò alcune delle canzoni tradizionali di Ritchie, Tender Ladies e Pretty Saro, e usò anche una fotografia di George Pickow sulla copertina del suo album Golden Apples of the Sun (1962).
Nel 1963, Ritchie registrò un album con Doc Watson intitolato Jean Ritchie e Doc Watson Live at Folk City (1963). La canzone tradizionale degli Appalachi Shady Grove fu resa popolare da Doc Watson dopo che molto probabilmente l'aveva imparata da Jean Ritchie, che a sua volta l'aveva imparata da suo padre Balis Ritchie.
Quando la musica folk divenne più popolare negli anni '60, nuove canzoni politiche oscurarono le ballate tradizionali. Sebbene Ritchie si attenesse in gran parte alle canzoni tradizionali, scrisse e registrò canzoni a tema Kentucky con implicazioni più ampie, come la distruzione dell'ambiente da parte dei taglialegna e le tecniche di estrazione a cielo aperto delle aziende carbonifere. Queste canzoni includevano Blue Diamond Mines, Black Waters e The L&N Don't Stop Here Anymore, di cui Johnny Cash fece una cover,  dopo aver sentito sua moglie, June Carter Cash, cantarla.  Ritchie aveva scritto numerose canzoni sull'attività mineraria sotto lo pseudonimo di Than Hall, per evitare di disturbare la madre e perché si riteneva che avrebbero potuto essere accolte meglio se attribuite a un uomo.
Nottamun Town (che Ritchie aveva imparato da suo zio Jason ed eseguito nel 1954 in Kentucky Mountains Songs e nel 1965 in A Time For Singin) fu eseguita da Shirley Collins (1964), Bert Jansch (1966) e dai Fairport Convention (1969), e la melodia fu usata da Bob Dylan per la sua canzone del 1963 Masters of War dell'album Freewheelin' Bob Dylan.
Dal suo parente Jason, primo cugino di suo padre, aveva imparato ad alterare melodie e testi da una strofa all'altra e da un'esecuzione all'altra, considerando gli elementi di improvvisazione e variazione come una parte naturale della musica tradizionale. Le sue versioni delle canzoni di famiglia e delle composizioni originali variano leggermente tra le esibizioni e spesso creava nuove canzoni utilizzando frammenti di materiale esistente o aggiungendo versi appena composti per arricchire frammenti di canzoni che ricordava della sua infanzia.
Il suo disco None But One (1977), che vinse il premio della critica nel 1977 sulla rivista Rolling Stone, presentò la sua musica a un pubblico più giovane e le assicurò un posto nella musica folk tradizionale.
Il suo album per il cinquantesimo anniversario è stato Mountain Born (1995), con Peter e Jonathan, i suoi due figli.
Le venne dedicato il documentario del 1996 Mountain Born: The Jean Ritchie Story, realizzato per la Kentucky Educational Television.
Ritchie fu sposata con il fotografo George Pickow dal 1950 fino alla sua morte nel 2010; da questi ebbe due figli, Peter (1954) e Jonathan (1958-2020). Ha vissuto a Port Washington, New York, e venne inserita nella Long Island Music Hall of Fame nel 2008.
All'inizio di dicembre 2009, Ritchie fu ricoverata in ospedale dopo aver subito un ictus che compromise la sua capacità di comunicare. Si riprese e poi tornò a casa sua a Berea, nel Kentucky.  Un'amica riferì in occasione del suo novantesimo compleanno: "Jean ha vissuto tranquillamente a Berea negli ultimi anni, di buon umore e ben accudita dai vicini e dalla famiglia". Morì nella sua casa di Berea il 1º giugno 2015, all’età di 92 anni.

## Discografia
- 1952 - Jean Ritchie Singing the Traditional Songs of Her Kentucky Mountain Family
- 1954 - Kentucky Mountain Songs
- 1954 - Courting Songs (con Oscar Brand)
- 1955 - Shivaree! (con Jeanie West, Tom Paley, Harry West e Oscar Brand)
- 1956 - Songs from Kentucky
- 1956 - Saturday Night and Sunday Too
- 1957 - Singing Family of the Cumberlands
- 1957 - American Folk Tales and Songs (con Paul Clayton e Richard Chase)
- 1957 - Riddle Me This (con Oscar Brand)
- 1959 - A Folk Concert in Town Hall, New York (con Oscar Brand e David Sear)
- 1959 - Carols of All Seasons
- 1959 - Jean Ritchie Interviews Her Family, with Documentary Recordings (con The Ritchie Family of Kentucky)
- 1959 - Music for a Child's World (con The Manhattan Recorder Consort)
- 1959 - Ballads in Colonial America (con Karl Krueger, Sebastian Caratelli e Tony Kraber)
- 1960 - As I Roved Out (Field Trip-Ireland) (con George Pickow)
- 1961 - British Traditional Ballads in the Southern Mountains Volume 1
- 1961 - British Traditional Ballads in the Southern Mountains Volume 2
- 1961 - The Best of Jean Ritchie
- 1962 - Precious Memories
- 1962 - Folk Festival (con Oscar Brand, George Britton, Tom Pasle, Casey Anderson, Charlie Byrd, Cynthia Gooding, Mike Hall)
- 1963 - Jean Ritchie & Doc Watson at Folk City
- 1963 - The Appalachian Dulcimer - An Instructional Record
- 1965 - A Time for Singing
- 1967 - Oscar Brand and Jean Ritchie (con Oscar Brand)
- 1968 - Marching Across the Green Grass and Other American Children Game Songs
- 1971 - Clear Waters Remembered
- 1975 - Jean Ritchie at Home
- 1977 - None But One
- 1979 - High Hills and Mountains
- 1981 - Sweet Rivers
- 1984 - The Most Dulcimer
- 1987 - Kentucky Christmas Old and New (con The Ritchie Family of Kentucky)
- 1991 - Childhood Songs
- 1995 - Mountain Born
- 1996 - High Hills and Mountains
- 2002 - Legends of Old Time Music
- 2003 - Ballads from her Appalachian Family Tradition
- Wassail! Wassail! (Early American Christmas Music) con John Langstaff
- Children's Songs and Games from the Southern Mountains